# 洪筱晴
洪筱晴（2004年2月6日—），臺灣女子花式滑冰國手，畢業於臺北市私立東山高級中學，目前就讀銘傳大學應用英語系。她於2022年代表中華台北參加2022年亞洲運動會滑輪溜冰女子單人花式滑冰組奪得金牌。在第2屆台灣國際花式滑輪溜冰公開賽中，她在個人花式項目打破全運會的個人最佳紀錄，奪得金牌二連霸，並於首次參與的團體花式項目獲得銀牌。